# Jenkintown
Jenkintown is een plaats (borough) in de Amerikaanse staat Pennsylvania, en valt bestuurlijk gezien onder Montgomery County.

## Demografie
Bij de volkstelling in 2000 werd het aantal inwoners vastgesteld op 4478.
In 2006 is het aantal inwoners door het United States Census Bureau geschat op 4350, een daling van 128 (-2,9%).

## Geografie
Volgens het United States Census Bureau beslaat de plaats een oppervlakte van
1,5 km², geheel bestaande uit land.

## Plaatsen in de nabije omgeving
De onderstaande figuur toont nabijgelegen plaatsen in een straal van 8 km rond Jenkintown.

## Goldbergs
De Amerikaanse sitcom The Goldbergs is gesitueerd in Jenkintown.